# Velika Jamnička
Velika Jamnička je naseljeno mjesto u Republici Hrvatskoj u Zagrebačkoj županiji. 

## Zemljopis
Administrativno je u sastavu općine Pisarovina. Naselje se proteže na površini od 6,35 km².

## Stanovništvo
Prema popisu stanovništva iz 2001. godine u Velikoj Jamnički živi 150 stanovnika i to u 53 kućanstva. Gustoća naseljenosti iznosi 23,62 st./km².
| broj stanovnika | 181   | 224   | 194   | 243   | 254   | 256   | 201   | 214   | 206   | 205   | 202   | 181   | 167   | 155   | 150   | 195   | 199   |
|                 | 1857. | 1869. | 1880. | 1890. | 1900. | 1910. | 1921. | 1931. | 1948. | 1953. | 1961. | 1971. | 1981. | 1991. | 2001. | 2011. | 2021. |